# 루한 (장군)
루한(盧漢, 노한) 1895년 2월 6일 ~ 1974년 5월 13일은 중화민국의 장교이자 중화인민공화국의 정치인이다.